# Gerardo Pulecio
Gerardo Pulecio (siglo XIX Colombia - siglo XX) fue un abogado y político colombiano.

## Biografía
Abogado. Se desempeñó como secretario de Gobierno de Cundinamarca en 1893, Consejero de Estado en 1904, miembro de la Cámara de Representantes, miembro de la Asamblea Nacional Constituyente de 1904, fue ministro de gobierno en el gobierno de Rafael Reyes en 1906, luego fue procurador general de la República entre 1906 y 1908, fue nuevamente representante a la Cámara por el distrito de Neiva entre 1913 y 1915, presidente de la Cámara de Representante en 1913, fue miembro del Gran Consejo Electoral en 1918 y Senador de la República por Tolima entre 1919 y 1923. Se publicaron algunas de sus intervenciones.

## Obras
- Defensa del Sr. D. Arturo Malo O'Leary (1895).[12]